# Kurt Beitzen
Kurt Beitzen (* 21. Mai 1885 in Hildesheim; † September 1918 auf See bei Orkney) war ein deutscher Marineoffizier und U-Boot-Kommandant im Ersten Weltkrieg.

## Leben
Kurt Beitzen wurde 1885 in Hildesheim geboren. Er trat in die Kaiserliche Marine ein und nahm als Marineoffizier am Ersten Weltkrieg teil. Am 17. Oktober 1915 wurde er zum Kapitänleutnant befördert. Beitzen trug nacheinander das Kommando über drei Hochsee-U-Boote: U 75 (26. März 1916 bis 1. Mai 1917), U 98 (31. Mai 1917 bis 24. November 1917) und U 102 (26. November 1917 bis September 1918). Beitzen führte Handelskrieg im östlichen Nordatlantik und versenkte elf Handelsschiffe kriegführender Mächte, aber auch neutraler Staaten, mit einer Gesamttonnage von über 15.000 BRT.
Am 5. Juni 1916 lief der britische Panzerkreuzer HMS Hampshire westlich der Orkney-Inseln auf eine Mine, die Ende Mai 1916 von U 75 unter Beitzens Kommando gelegt worden war. Dabei kam – unter bis heute unklaren Umständen – der britische Kriegsminister, Lord Kitchener, ums Leben, der sich auf diplomatischer Mission nach Russland befand.
1915 erhielt Beitzen für seine militärischen Verdienste das Eiserne Kreuz erster Klasse und 1917 das Friedrich-August-Kreuz verliehen.
Im September 1918 lief Beitzen mit U 102 zu seiner letzten Feindfahrt in die Gewässer um die Orkney-Inseln aus. Es ist anzunehmen, dass das U-Boot auf eine Mine der Northern Barrage lief, einem ausgedehnten Sperrgürtel um die Orkney- und Shetlandinseln. Das Wrack wurde inzwischen gefunden. Es liegt östlich der Orkneyinseln.